# Gerd Zimmermann (Politiker)
Gerd Zimmermann (* 9. Oktober 1947 in Hockenheim) ist ein deutscher Politiker (CDU).

## Leben und Beruf
Nach der Volksschule in Altlußheim absolvierte Gerd Zimmermann eine Ausbildung zum gehobenen Verwaltungsdienst und besuchte eine Verwaltungs- und Wirtschaftsakademie. Bis 1977 war er bei der Stadtverwaltung Walldorf tätig. Seit 2002 ist er Geschäftsführer einer Gesellschaft für kommunale Dienstleistung. Zimmermann ist verheiratet und hat zwei Kinder.

## Politik
Von 1978 bis 2002 war Zimmermann Bürgermeister der Stadt Bad Rappenau. 1988 wurde er in den Landtag von Baden-Württemberg gewählt, dem er bis 2001 angehörte. Zimmermann vertrat stets das Direktmandat des Wahlkreises Eppingen und war polizeipolitischer Sprecher der CDU-Landtagsfraktion. Daneben gehörte er dem Kreistag des Landkreises Heilbronn an und war Mitglied der Verbandsversammlung der Region Heilbronn-Franken. Bei der Bürgermeisterwahl 2001 in Bad Rappenau wurde er nicht wieder gewählt, sein Nachfolger wurde Hans Heribert Blättgen.
| Personendaten    | Personendaten                  |
| ---------------- | ------------------------------ |
| NAME             | Zimmermann, Gerd               |
| KURZBESCHREIBUNG | deutscher Politiker (CDU), MdL |
| GEBURTSDATUM     | 9. Oktober 1947                |
| GEBURTSORT       | Hockenheim                     |